# Liste der ÖFB-Cupendspiele
Die Liste der ÖFB-Cupendspiele gibt einen Überblick über Endspiele des österreichischen Fußball-Cupbewerbes der Herren. Einen Überblick über die Geschichte des ÖFB-Cups findet sich unter dem gleichnamigen Artikel ÖFB-Cup.

## Endspiele
| Saison              | Cupsieger                                                                                                 | Finalist                                                                                                  | Resultat(e)                                                                                               | Stadion                                                                                                   | Zuschauer                                                                                                 |
| ------------------- | --- | --- | --- | --- | --- |
| 1918/19             | SK Rapid Wien                                                                                             | Wiener Sport-Club                                                                                         | 3:0 | Hütteldorfer Platz                                                                                        | 12.000 |
| 1919/20             | SK Rapid Wien                                                                                             | Wiener Amateur-SV                                                                                         | 5:2 | Simmeringer Had                                                                                           | 30.000 |
| 1920/21             | Wiener Amateur-SV                                                                                         | Wiener Sport-Club                                                                                         | 2:1 | Hohe Warte                                                                                                | 15.000 |
| 1921/22             | Wiener AF                                                                                                 | Wiener Amateur-SV                                                                                         | 2:1 | Hohe Warte                                                                                                | 15.000 |
| 1922/23             | Wiener Sport-Club                                                                                         | SC Wacker Wien                                                                                            | 3:1 | Hohe Warte                                                                                                | 20.000 |
| 1923/24             | Wiener Amateur-SV                                                                                         | SK Slovan Wien                                                                                            | 8:6 n. V. (4:4)                                                                                           | Simmeringer Had                                                                                           | 07.000 |
| 1924/25             | FK Austria Wien                                                                                           | First Vienna FC 1894                                                                                      | 3:1 | Hohe Warte                                                                                                | 20.000 |
| 1925/26             | FK Austria Wien                                                                                           | First Vienna FC 1894                                                                                      | 4:3 | Hohe Warte                                                                                                | 25.000 |
| 1926/27             | SK Rapid Wien                                                                                             | FK Austria Wien                                                                                           | 3:0 | Hohe Warte                                                                                                | 17.000 |
| 1927/28             | SK Admira Wien                                                                                            | Wiener AC                                                                                                 | 2:1 | Hohe Warte                                                                                                | 10.000 |
| 1928/29             | First Vienna FC 1894                                                                                      | SK Rapid Wien                                                                                             | 3:2 | Hohe Warte                                                                                                | 35.000 |
| 1929/30             | First Vienna FC 1894                                                                                      | FK Austria Wien                                                                                           | 1:0 | Pfarrwiese                                                                                                | 12.000 |
| 1930/31             | Wiener AC                                                                                                 | FK Austria Wien                                                                                           | nach Punkten / Direktes Duell 3:2 am Schönbrunner Platz                                                   | nach Punkten / Direktes Duell 3:2 am Schönbrunner Platz                                                   | nach Punkten / Direktes Duell 3:2 am Schönbrunner Platz                                                   |
| 1931/32             | SK Admira Wien                                                                                            | Wiener AC                                                                                                 | 6:1 | Wiener Stadion                                                                                            | 20.000 |
| 1932/33             | FK Austria Wien                                                                                           | Brigittenauer AC                                                                                          | 1:0 | Wiener Stadion                                                                                            | 14.000 |
| 1933/34             | SK Admira Wien                                                                                            | SK Rapid Wien                                                                                             | 8:0 | Wiener Stadion                                                                                            | 32.000 |
| 1934/35             | FK Austria Wien                                                                                           | Wiener AC                                                                                                 | 5:1 | Wiener Stadion                                                                                            | 11.000 |
| 1935/36             | FK Austria Wien                                                                                           | First Vienna FC 1894                                                                                      | 3:0 | Wiener Stadion                                                                                            | 15.000 |
| 1936/37             | First Vienna FC 1894                                                                                      | Wiener Sport-Club                                                                                         | 2:0 | Wiener Stadion                                                                                            | 09.000 |
| 1937/38             | Schwarz-Rot Wien                                                                                          | Wiener Sport-Club                                                                                         | 1:0 | Wiener Stadion                                                                                            | 08.000 |
| 1939–1945           | Österreichische Vereine nahmen am deutschen Pokal teil.                                                   | Österreichische Vereine nahmen am deutschen Pokal teil.                                                   | Österreichische Vereine nahmen am deutschen Pokal teil.                                                   | Österreichische Vereine nahmen am deutschen Pokal teil.                                                   | Österreichische Vereine nahmen am deutschen Pokal teil.                                                   |
| Tschammerpokal 1938 | SK Rapid Wien                                                                                             | FSV Frankfurt                                                                                             | 3:1 | Olympiastadion Berlin                                                                                     | 40.000 |
| Tschammerpokal 1943 | First Vienna FC 1894                                                                                      | LSV Hamburg                                                                                               | 1:0 | Adolf-Hitler-Kampfbahn                                                                                    | 45.000 |
| 1945                | Reaktivierung des ÖFB-Cups.                                                                               | Reaktivierung des ÖFB-Cups.                                                                               | Reaktivierung des ÖFB-Cups.                                                                               | Reaktivierung des ÖFB-Cups.                                                                               | Reaktivierung des ÖFB-Cups.                                                                               |
| 1945/46             | SK Rapid Wien                                                                                             | First Vienna FC 1894                                                                                      | 2:1 | Wiener Stadion                                                                                            | 50.000 |
| 1946/47             | SC Wacker Wien                                                                                            | FK Austria Wien                                                                                           | 4:3 | Wiener Stadion                                                                                            | 35.000 |
| 1947/48             | FK Austria Wien                                                                                           | SK Sturm Graz                                                                                             | 2:0 | Wiener Stadion                                                                                            | 38.000 |
| 1948/49             | FK Austria Wien                                                                                           | SK Vorwärts Steyr                                                                                         | 5:2 | Wiener Stadion                                                                                            | 15.000 |
| 1950–1958           | Kein Bewerb ausgeschrieben.                                                                               | Kein Bewerb ausgeschrieben.                                                                               | Kein Bewerb ausgeschrieben.                                                                               | Kein Bewerb ausgeschrieben.                                                                               | Kein Bewerb ausgeschrieben.                                                                               |
| 1958/59             | Wiener AC                                                                                                 | SK Rapid Wien                                                                                             | 2:0 | Praterstadion                                                                                             | 10.000 |
| 1959/60             | FK Austria Wien                                                                                           | SK Rapid Wien                                                                                             | 4:2 | Praterstadion                                                                                             | 10.000 |
| 1960/61             | SK Rapid Wien                                                                                             | First Vienna FC 1894                                                                                      | 3:1 | Praterstadion                                                                                             | 12.000 |
| 1961/62             | FK Austria Wien                                                                                           | Grazer AK                                                                                                 | 4:1 | Praterstadion                                                                                             | 09.000 |
| 1962/63             | FK Austria Wien                                                                                           | Linzer ASK                                                                                                | 1:0 | Praterstadion                                                                                             | 10.000 |
| 1963/64             | SK Admira Wien                                                                                            | FK Austria Wien                                                                                           | 1:0 | Praterstadion                                                                                             | 04.000 |
| 1964/65             | Linzer ASK                                                                                                | 1. Wiener Neustädter SC                                                                                   | 1:0 1:1                                                                                                   | Stadion Wiener Neustadt Linzer Stadion                                                                    | 08.000 08.000                                                                                             |
| 1965/66             | SK Admira Wien                                                                                            | SK Rapid Wien                                                                                             | 1:0 | Praterstadion                                                                                             | 17.000 |
| 1966/67             | FK Austria Wien                                                                                           | Linzer ASK                                                                                                | 1:2 1:0 (Los)                                                                                             | Linzer Stadion Hohe Warte                                                                                 | 15.000 12.000                                                                                             |
| 1967/68             | SK Rapid Wien                                                                                             | Grazer AK                                                                                                 | 2:0 | Praterstadion                                                                                             | 07.000 |
| 1968/69             | SK Rapid Wien                                                                                             | Wiener Sport-Club                                                                                         | 2:1 | Praterstadion                                                                                             | 14.000 |
| 1969/70             | FC Wacker Innsbruck                                                                                       | Linzer ASK                                                                                                | 1:0 | Bundesstadion Südstadt                                                                                    | 01.800 |
| 1970/71             | FK Austria Wien                                                                                           | SK Rapid Wien                                                                                             | 2:1 n. V. (1:1)                                                                                           | Praterstadion                                                                                             | 20.000 |
| 1971/72             | SK Rapid Wien                                                                                             | Wiener Sport-Club                                                                                         | 1:2 3:1 n. V. (2:1)                                                                                       | Wiener Sportclub-Platz Pfarrwiese                                                                         | 12.000 14.000                                                                                             |
| 1972/73             | SSW Innsbruck                                                                                             | SK Rapid Wien                                                                                             | 1:0 1:2                                                                                                   | Innsbrucker Tivoli Praterstadion                                                                          | 18.000 |
| 1973/74             | FK Austria Wien                                                                                           | SV Austria Salzburg                                                                                       | 2:1 1:1                                                                                                   | Praterstadion Lehener Stadion                                                                             | 10.000 14.000                                                                                             |
| 1974/75             | SSW Innsbruck                                                                                             | SK Sturm Graz                                                                                             | 3:0 0:2                                                                                                   | Innsbrucker Tivoli Liebenauer Stadion                                                                     | 07.000 10.000                                                                                             |
| 1975/76             | SK Rapid Wien                                                                                             | SSW Innsbruck                                                                                             | 1:2 1:0                                                                                                   | Innsbrucker Tivoli Praterstadion                                                                          | 08.000 15.000                                                                                             |
| 1976/77             | SpG Austria-Wiener AC                                                                                     | Wiener Sport-Club                                                                                         | 1:0 3:0                                                                                                   | Wiener Sportclub-Platz Weststadion                                                                        | 08.000 13.000                                                                                             |
| 1977/78             | SSW Innsbruck                                                                                             | SK Vöest Linz                                                                                             | 1:1 2:1                                                                                                   | Linzer Stadion Innsbrucker Tivoli                                                                         | 08.000 08.500                                                                                             |
| 1978/79             | SSW Innsbruck                                                                                             | FC Admira/Wacker                                                                                          | 1:0 1:1                                                                                                   | Innsbrucker Tivoli Bundesstadion Südstadt                                                                 | 04.500 04.000                                                                                             |
| 1979/80             | FK Austria Wien                                                                                           | SV Austria Salzburg                                                                                       | 0:1 2:0                                                                                                   | Lehener Stadion Praterstadion                                                                             | 07.500 10.000                                                                                             |
| 1980/81             | Grazer AK                                                                                                 | SV Austria Salzburg                                                                                       | 0:1 2:0 n. V. (1:0)                                                                                       | Lehener Stadion Liebenauer Stadion                                                                        | 05.000 06.000                                                                                             |
| 1981/82             | FK Austria Wien                                                                                           | SSW Innsbruck                                                                                             | 1:0 3:1                                                                                                   | Innsbrucker Tivoli Franz-Horr-Stadion                                                                     | 14.000 06.000                                                                                             |
| 1982/83             | SK Rapid Wien                                                                                             | SSW Innsbruck                                                                                             | 3:0 5:0                                                                                                   | Gerhard-Hanappi-Stadion Innsbrucker Tivoli                                                                | 11.000 09.000                                                                                             |
| 1983/84             | SK Rapid Wien                                                                                             | FK Austria Wien                                                                                           | 1:3 2:0                                                                                                   | Praterstadion Gerhard-Hanappi-Stadion                                                                     | 11.000 20.500                                                                                             |
| 1984/85             | SK Rapid Wien                                                                                             | FK Austria Wien                                                                                           | 6:5 n. E. (3:3)                                                                                           | Gerhard-Hanappi-Stadion                                                                                   | 15.000 |
| 1985/86             | FK Austria Wien                                                                                           | SK Rapid Wien                                                                                             | 6:4 n. V. (3:3)                                                                                           | Gerhard-Hanappi-Stadion                                                                                   | 16.500 |
| 1986/87             | SK Rapid Wien                                                                                             | FC Swarovski Tirol                                                                                        | 2:0 2:2                                                                                                   | Gerhard-Hanappi-Stadion Innsbrucker Tivoli                                                                | 09.500 08.000                                                                                             |
| 1987/88             | Kremser SC                                                                                                | FC Swarovski Tirol                                                                                        | 2:0 1:3                                                                                                   | Kremser Stadion Innsbrucker Tivoli                                                                        | 09.000 08.000                                                                                             |
| 1988/89             | FC Swarovski Tirol                                                                                        | FC Admira/Wacker                                                                                          | 0:2 6:2                                                                                                   | Bundesstadion Südstadt Innsbrucker Tivoli                                                                 | 08.000 17.000                                                                                             |
| 1989/90             | FK Austria Wien                                                                                           | SK Rapid Wien                                                                                             | 3:1 n. V. (1:1)                                                                                           | Praterstadion                                                                                             | 16.000 |
| 1990/91             | SV Stockerau                                                                                              | SK Rapid Wien                                                                                             | 2:1 | Praterstadion                                                                                             | 12.000 |
| 1991/92             | FK Austria Wien                                                                                           | FC Admira/Wacker                                                                                          | 1:0 | Praterstadion                                                                                             | 10.000 |
| 1992/93             | FC Wacker Innsbruck                                                                                       | SK Rapid Wien                                                                                             | 3:1 | Ernst-Happel-Stadion                                                                                      | 12.000 |
| 1993/94             | FK Austria Wien                                                                                           | FC Linz                                                                                                   | 4:0 | Ernst-Happel-Stadion                                                                                      | 06.000 |
| 1994/95             | SK Rapid Wien                                                                                             | DSV Leoben                                                                                                | 1:0 | Ernst-Happel-Stadion                                                                                      | 15.000 |
| 1995/96             | SK Sturm Graz                                                                                             | FC Admira/Wacker                                                                                          | 3:1 | Ernst-Happel-Stadion                                                                                      | 08.800 |
| 1996/97             | SK Sturm Graz                                                                                             | First Vienna FC 1894                                                                                      | 2:1 | Ernst-Happel-Stadion                                                                                      | 14.000 |
| 1997/98             | SV Ried                                                                                                   | SK Sturm Graz                                                                                             | 3:1 | Gerhard-Hanappi-Stadion                                                                                   | 06.000 |
| 1998/99             | SK Sturm Graz                                                                                             | LASK Linz                                                                                                 | 5:3 n. E. (1:1)                                                                                           | Ernst-Happel-Stadion                                                                                      | 08.500 |
| 1999/00             | Grazer AK                                                                                                 | SV Austria Salzburg                                                                                       | 6:5 n. E. (2:2)                                                                                           | Ernst-Happel-Stadion                                                                                      | 09.200 |
| 2000/01             | FC Kärnten                                                                                                | FC Tirol Innsbruck                                                                                        | 2:1 n. V. (1:1)                                                                                           | Ernst-Happel-Stadion                                                                                      | 07.000 |
| 2001/02             | Grazer AK                                                                                                 | SK Sturm Graz                                                                                             | 3:2 | Arnold-Schwarzenegger-Stadion                                                                             | 15.400 |
| 2002/03             | FK Austria Wien                                                                                           | FC Kärnten                                                                                                | 3:0 | Arnold-Schwarzenegger-Stadion                                                                             | 06.500 |
| 2003/04             | Grazer AK                                                                                                 | FK Austria Wien                                                                                           | 8:7 n. E. (3:3)                                                                                           | EM-Stadion Wals-Siezenheim                                                                                | 07.900 |
| 2004/05             | FK Austria Wien                                                                                           | SK Rapid Wien                                                                                             | 3:1 | Ernst-Happel-Stadion                                                                                      | 28.000 |
| 2005/06             | FK Austria Wien                                                                                           | SV Mattersburg                                                                                            | 3:0 | Ernst-Happel-Stadion                                                                                      | 20.100 |
| 2006/07             | FK Austria Wien                                                                                           | SV Mattersburg                                                                                            | 2:1 | Gerhard-Hanappi-Stadion                                                                                   | 15.000 |
| 2008                | Kein Bewerb wegen der Fußball-Europameisterschaft 2008, stattdessen ÖFB-Amateurcup (Finalsieger: SV Horn) | Kein Bewerb wegen der Fußball-Europameisterschaft 2008, stattdessen ÖFB-Amateurcup (Finalsieger: SV Horn) | Kein Bewerb wegen der Fußball-Europameisterschaft 2008, stattdessen ÖFB-Amateurcup (Finalsieger: SV Horn) | Kein Bewerb wegen der Fußball-Europameisterschaft 2008, stattdessen ÖFB-Amateurcup (Finalsieger: SV Horn) | Kein Bewerb wegen der Fußball-Europameisterschaft 2008, stattdessen ÖFB-Amateurcup (Finalsieger: SV Horn) |
| 2008/09             | FK Austria Wien                                                                                           | FC Admira Wacker Mödling                                                                                  | 3:1 n. V. (1:1)                                                                                           | Pappelstadion                                                                                             | 10.200 |
| 2009/10             | SK Sturm Graz                                                                                             | SC Wiener Neustadt                                                                                        | 1:0 | Wörthersee Stadion                                                                                        | 28.000 |
| 2010/11             | SV Ried                                                                                                   | SC Austria Lustenau                                                                                       | 2:0 | Ernst-Happel-Stadion                                                                                      | 14.500 |
| 2011/12             | FC Red Bull Salzburg                                                                                      | SV Ried                                                                                                   | 3:0 | Ernst-Happel-Stadion                                                                                      | 16.000 |
| 2012/13             | FC Pasching                                                                                               | FK Austria Wien                                                                                           | 1:0 | Ernst-Happel-Stadion                                                                                      | 16.500 |
| 2013/14             | FC Red Bull Salzburg                                                                                      | SKN St. Pölten                                                                                            | 4:2 | Wörthersee Stadion                                                                                        | 11.700 |
| 2014/15             | FC Red Bull Salzburg                                                                                      | FK Austria Wien                                                                                           | 2:0 n. V.                                                                                                 | Wörthersee Stadion                                                                                        | 16.200 |
| 2015/16             | FC Red Bull Salzburg                                                                                      | FC Admira Wacker Mödling                                                                                  | 5:0 | Wörthersee Stadion                                                                                        | 10.200 |
| 2016/17             | FC Red Bull Salzburg                                                                                      | SK Rapid Wien                                                                                             | 2:1 | Wörthersee Stadion                                                                                        | 20.200 |
| 2017/18             | SK Sturm Graz                                                                                             | FC Red Bull Salzburg                                                                                      | 1:0 n. V.                                                                                                 | Wörthersee Stadion                                                                                        | 27.100 |
| 2018/19             | FC Red Bull Salzburg                                                                                      | SK Rapid Wien                                                                                             | 2:0 | Wörthersee Stadion                                                                                        | 24.200 |
| 2019/20             | FC Red Bull Salzburg                                                                                      | SC Austria Lustenau                                                                                       | 5:0 | Wörthersee Stadion                                                                                        | 0 |
| 2020/21             | FC Red Bull Salzburg                                                                                      | LASK Linz                                                                                                 | 3:0 | Wörthersee Stadion                                                                                        | 0 |
| 2021/22             | FC Red Bull Salzburg                                                                                      | SV Ried                                                                                                   | 3:0 | Wörthersee Stadion                                                                                        | 7.800 |
| 2022/23             | SK Sturm Graz                                                                                             | SK Rapid Wien                                                                                             | 2:0 | Wörthersee Stadion                                                                                        | 30.000 |
| 2023/24             | SK Sturm Graz                                                                                             | SK Rapid Wien                                                                                             | 2:1 | Wörthersee Stadion                                                                                        | 30.000 |
| 2024/25             | Wolfsberger AC                                                                                            | TSV Hartberg                                                                                              | 1:0 | Wörthersee Stadion                                                                                        | 20.500 |

## Statistik

### Erfolgreichste Torschützen in Endspielen
| Tore   | Spieler                                                                                       | Endspiele |
| ------ | --------------------------------------------------------------------------------------------- | --- |
| 6 Tore | Antonín Bulla Jonatan Soriano                                                                 | 1924 (3), 1925 (1), 1926 (2) 2014 (2), 2015 (1), 2016 (3) |
| 5 Tore | Viktor Hierländer Anton Schall Wilhelm Hahnemann Johann Krankl Zlatko Kranjčar                | 1924 (3), 1926 (2) 1932 (2), 1934 (3) 1934 (3), 1947 (2) 1984-H (1), 1984-R (3), 1986 (1) 1985-H (1), 1986 (2), 1987 (1), 1988-R (1)                                                                   |
| 4 Tore | Gustav Wieser Kálmán Konrád Adolf Vogl Josef Stroh Adolf Huber Reinhard Kienast Anton Polster | 1920 (1), 1924 (1), 1925 (1), 1926 (1) 1920 (1), 1922 (1), 1925 (1), 1926 (1) 1932 (2), 1934 (2) 1935 (2), 1947 (1), 1948 (1) 1947 (2), 1949 (2) 1983-R (1), 1984-R (1), 1986 (2) 1984-H (2), 1986 (2) |